# アメリカナス

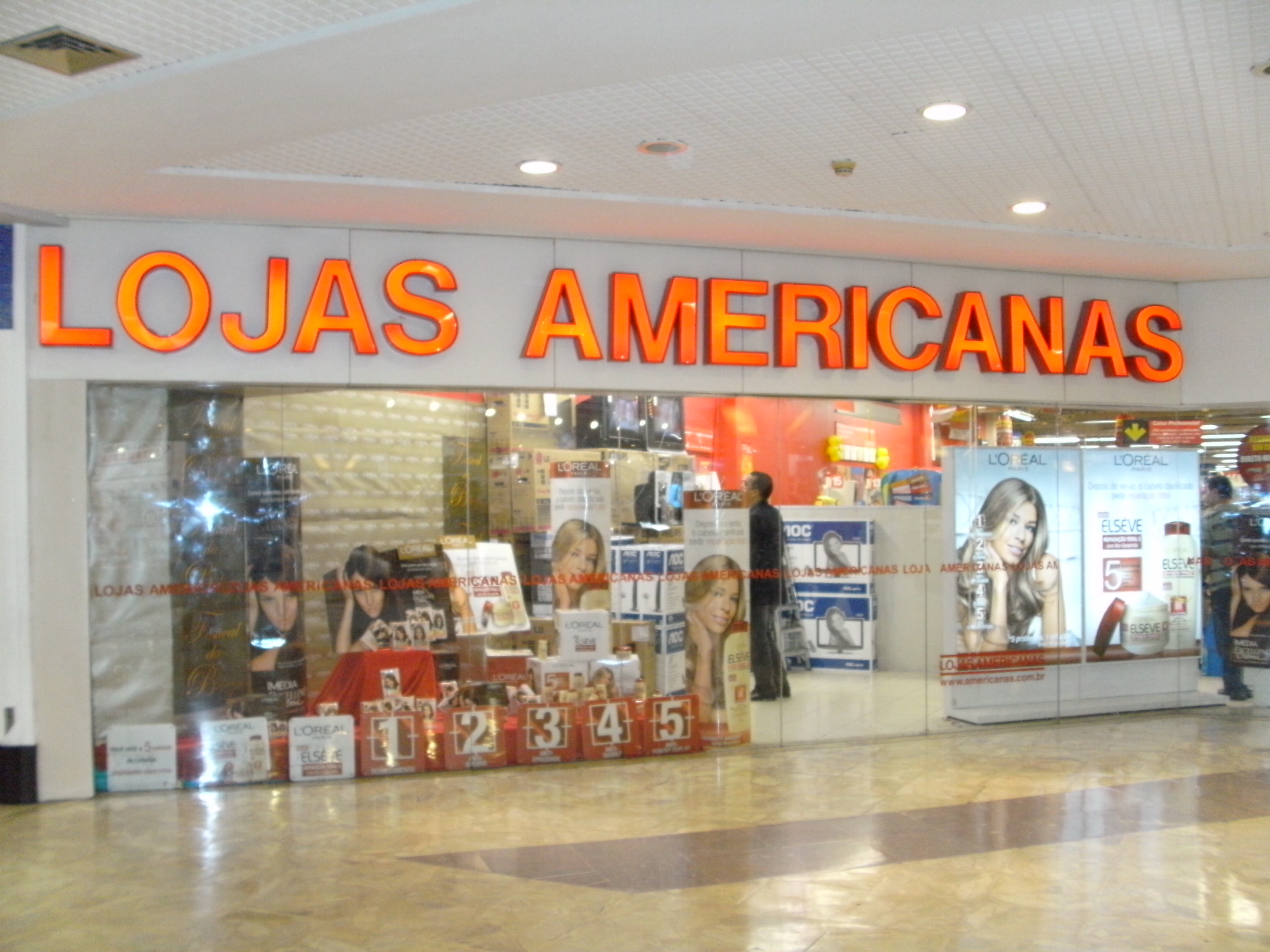
レシフェにあるロジャス・アメリカナスの店舗風景

アメリカナス（Americanas S.A）は、ブラジル・リオデジャネイロに本社を置く企業である。ブラジル22の州とブラジリアに469のショッピングモール「ロジャス・アメリカナス」を展開、ネットスーパー「Americanas.com」を併せて運営している。
1929年に、ロジャス・アメリカナスとしてリオデジャネイロ州の都市ニテロイで創業した。
ノバイグアス、バルエリ、レシフェに配送センターを設けている。
アメリカナスは、アンベブ、アメリカ・ラティーナ・ロジスティカを経営している3人のブラジル人億万長者によって経営されている。アメリカナスは、4,000の業者から8万以上のアイテムを販売している。
2007年1月、ロジャス・アメリカナスは、1億8620万レアルで、アメリカ合衆国・ダラスに本社を置くレンタル業者のブロックバスターのブラジルにおけるネットワークを買収し、アメリカーナ・エクスプレスに、店舗の名称を変更した。
2021年7月、B2W Digital S.A.と経営統合しアメリカナス（Americanas S.A.）が設立された。 